# Einar Daníelsson
Einar Þór Daníelsson (Reykjavík, 19 gennaio 1970) è un ex calciatore islandese, di ruolo centrocampista.

## Carriera

### Club
Daníelsson cominciò la carriera con la maglia del Grindavík, per poi passare al KR Reykjavík. Vestì poi la maglia dei belgi del Gent, dei tedeschi dello Zwickau, dei greci dell'OFI Creta, degli inglesi dello Stoke City e dei norvegesi del Lillestrøm, per cui debuttò nella Tippeligaen il 15 aprile 2000, sostituendo Pål Strand nel pareggio per 1-1 sul campo del Viking. Tornò poi in patria, dove giocò ancora nel KR Reykjavík, nello ÍBV Vestmannæyja e nel Grótta.

### Nazionale
Daníelsson giocò 18 incontri per l'Islanda, tra il 1993 e il 2002, con una rete all'attivo.